# Sauroniops pachytholus
Sauroniops (il cui nome significa "occhio di Sauron") è un genere estinto di dinosauro teropode carcharodontosaride vissuto nel Cretaceo superiore, (Cenomaniano, circa 100 milioni di anni fa), in Marocco. L'unica specie ascritta a questo genere è S. pachytholus.

## Scoperta e classificazione

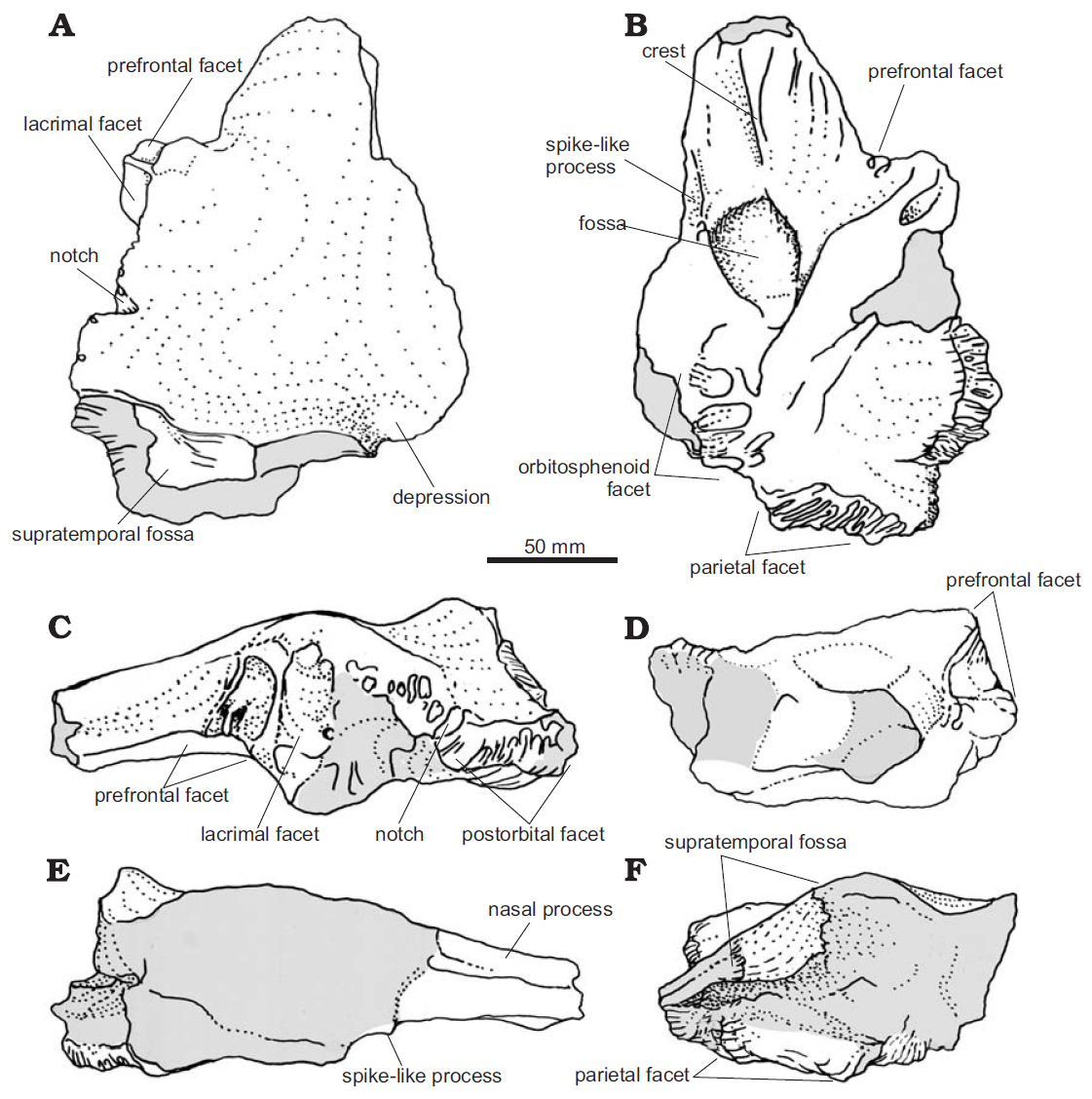
Diagramma dell'olotipo

All'inizio del Ventesimo Secolo un collezionista donò un osso di cranio di un dinosauro al Museo Paleontologico di Montevarchi. L'uomo aveva acquistato l'esemplare da un commerciante di fossili marocchino, il quale a sua volta lo aveva comprato da cercatori di fossili nei pressi di Taouz. L'esatta provenienza del fossile è quindi incerta. Nel 2012 un team di studiosi indicò che il fossile poteva rappresentare una nuova specie di dinosauri carcarodontosauridi, che venne studiata e descritta da Andrea Cau, Fabio Marco Dalla Vecchia e Matteo Fabbri.
Lo stesso team, nello stesso anno, denominò formalmente l'esemplare come Sauroniops pachytholus (Cau et al., 2013). Il nome generico ha il significato di "Occhio di Sauron", un'entità demoniaca della trilogia fantasy de Il Signore degli Anelli; così come nel romanzo la presenza di Sauron è in gran parte limitata a un singolo occhio scrutatore, anche Sauroniops è noto solo grazie a un singolo osso posto sopra l'orbita. L'epiteto specifico, pachytholus, deriva dal greco παχύς (pachys), ovvero "spesso", e θόλος (tholos), ovvero "cupola", con riferimento alla calotta cranica ispessita.
L'olotipo, l'esemplare MPM 2594, era stato probabilmente recuperato dal Gruppo Kem Kem, risalente al Cenomaniano, ed è costituito da un osso frontale sinistro.
Uno studio successivo nel 2020 suggerì che Sauroniops fosse un sinonimo junior di Carcharodontosaurus saharicus, sebbene questa affermazione sia stata criticata da Cau.
Tuttavia, uno studio del 2022 pubblicato da Paterna e Cau ha rivalutato il ragionamento dello studio del 2020 nel considerare Sauroniops un sinonimo di Carcharodontosaurus e ha dimostrato che la maggior parte delle presunte caratteristiche condivise erano basate su interpretazioni errate dell'olotipo Sauroniops. Di conseguenza, avendo anche trovato diverse caratteristiche aggiuntive che distinguevano i due taxa, hanno respinto la sinonimia tra Carcharodontosaurus e Sauroniops. In questo studio, Cau e Paterna hanno esaminato e descritto resti di dinosauri provenienti dal Kem Kem, conservati nel Museo OPHIS di Teramo, dimostrando la presenza di almeno due carcharodontosauridi distinti nel Kem Kem marocchino, distinguibili sulla base dalla morfologia e dall'ornamentazione della superficie esterna del mascellare.

## Descrizione

Ricostruzione ipotetica del cranio di Sauroniops; in blu l'unica parte conosciuta

Questo animale è noto solo grazie a un osso frontale, ritrovato nei sedimenti del Kem Kem in Marocco. È quindi impossibile ricostruire l'aspetto dell'animale in dettaglio, ma dal raffronto con fossili più completi di animali simili (come Carcharodontosaurus) è possibile ipotizzare che Sauroniops fosse un grande predatore bipede, lungo oltre 11 metri. Gli autori della prima descrizione (Cau et al., 2012b) hanno riconosciuto alcune caratteristiche che permettono di distinguere questo animale da altri teropodi affini, come lo stesso Carcharodontosaurus (i cui fossili provengono dal medesimo orizzonte stratigrafico). Vi era una completa separazione dei processi nasali del frontale, dovuta ad una sutura col nasale che si estendeva per il 40% della lunghezza del frontale; l'area nella parte anteriore sinistra era insolitamente ispessita e bombata. Era inoltre presente una faccetta lacrimale ipertrofica a forma di D, che circondava totalmente l'esposizione laterale della faccetta prefrontale, e vi era un sollevamento del margine anteromediale della fossa sopratemporale, che andava a formare una sorta di sella con la cupola, e confluiva con una serie di rugosità appena dietro la faccetta nasale.
Il frontale, così come conservato, è lungo oltre 18 centimetri; nei pressi del punto di contatto con il lacrimale, l'osso era estremamente spesso e raggiungeva un'altezza di oltre 7 centimetri. Un'altra area ispessita era presente nella parte posteriore ed era separata dalla prima mediante una superficie scavata. Un simile ispessimento del cranio è tipico di un gruppo di teropodi noti come abelisauridi, i quali tuttavia vedono interessato da questo fenomeno l'osso postorbitale. Gli autori della descrizione ritengono che l'ispessimento della calotta cranica di Sauroniops fosse un adattamento per il display intraspecifico o per irrobustire il cranio negli scontri testa a testa con membri della stessa specie.
L'olotipo di Sauroniops venne inizialmente interpretato come appartenente a un membro derivato dei carcarodontosauridi; un'analisi cladistica successiva ha però indotto i paleontologi a ritenere Sauroniops un carcarodontosauride più basale, come sister taxon di Eocarcharia vissuto qualche milione di anni prima (Cau et al., 2013). Le somiglianze con gli abelisauridi sarebbero il frutto di una convergenza evolutiva.